# Lucien Jasseron
Lucien Jasseron (29 de dezembro de 1913 - 15 de novembro de 1999) foi um futebolista francês. Ele competiu na Copa do Mundo FIFA de 1938, sediada na França.